# Charles-André Balland
Pour les articles homonymes, voir Balland.
Charles-André Balland, né le 15 février 1761 et mort à Paris le 27 décembre 1810, est avocat, procureur syndic du district de Bruyères, membre de la Convention nationale et député au Conseil des Cinq-Cents.

## Biographie
Charles-André Balland est né le 15 février 1761 à Sainte-Hélène, dans les Vosges. Quand la Révolution française éclate, il est curateur au bailliage de Bruyères. En 1791, il est candidat à l'élection de l'Assemblée législative mais c'est son concurrent François de Neufchâteau qui est élu, Balland est son suppléant.
L'année suivante, en 1792, il est élu suppléant de François de Neufchâteau à la Convention nationale avec 185 voix sur 387. François de Neufchâteau refuse de siéger en invoquant des problèmes de santé et c'est Balland qui monte siéger à Paris.
Lors du procès de Louis XVI, à la troisième question posée sur la mort du roi, il fait une réponse embrouillée mais prudente et ne vote pas la mort, déclarant : « Je vote, quant à présent pour sa détention, sauf à bannir ou à le faire mourir, si le peuple le veut. »
Son action politique est modeste et Antoine-Vincent Arnaud le définit ainsi : « Membre de la convention, il fit partie de cette assemblée, à peu près comme le grain de sable fait partie du rivage. »
Son action et ses interventions sont surtout remarquables dans le domaine économique puisqu'il fait partie de la commission des finances. 
Ses travaux Projet de Banque nationale visant à diminuer beaucoup et promptement la masse des assignats en circulation ainsi que le prix des denrées et des marchandises du 19 pluviôse an III et Observations contre la loterie et tontine en faveur de la banque nationale du 9 ventôse an III sont les plus connus.
Il est de nouveau élu au Conseil des Cinq-Cents et intègre une fois encore la commission des finances.
On lui offre en 1800 un siège au tribunal d'appel de Nancy mais il décline cette offre. Sa vie est désormais à Paris où il meurt le 27 décembre 1810.

### Sources
- Galerie historique des contemporaines, Pierre Louis Pascal de Jullian, 1822
- Dictionnaire historique : ou, Biographie universelle des hommes…, François-Xavier Feller, ed. E. Houdaille, 1836
- « Charles-André Balland », dans Adolphe Robert et Gaston Cougny, Dictionnaire des parlementaires français, Edgar Bourloton, 1889-1891 [détail de l’édition] site de l'Assemblée nationale, biographies
- Le Grand Livre des élus vosgiens, 1791-2003,  Bertrand Munier, ed. Gérard Louis, 2003
- Abel Mathieu, Les Vosges sous la Révolution, Vagney, Gérard Louis, 1988 (lire en ligne).